# Иствејл (Пенсилванија)
Иствејл (енгл. Eastvale) град је у америчкој савезној држави Пенсилванија.

## Демографија
По попису из 2010. године број становника је 225, што је 68 (-23,2%) становника мање него 2000. године.
| Група             | 2000.       | 2010.       |
| Белци             | 284 (96,9%) | 219 (97,3%) |
| Афроамериканци    | 5 (1,7%)    | 4 (1,8%)    |
| Азијати           | 0 (0,0%)    | 0 (0,0%)    |
| Хиспаноамериканци | 0 (0,0%)    | 1 (0,4%)    |
| Укупно            | 293         | 225         |